# Циттербарт, Геррит
Геррит Циттербарт (нем. Gerrit Zitterbart; род. 9 мая 1952, Гёттинген) — немецкий пианист, профессор.
Учился в разное время в зальцбургском Моцартеуме у Ханса Лейграфа, в Ганноверской Высшей школе музыки у Карла Энгеля, во Фрайбургской Высшей школе музыки у Карла Зеемана, в Бонне у Штефана Ашкеназе и др.
Наибольшую известность приобрёл как ансамблевый музыкант — участник (с 1976 года) первого и единственного состава Абегг-трио, одного из наиболее известных фортепианных трио Европы, выступившего с более чем 1200 концертами в 50 странах, записавшего более 30 дисков и т. д. Постоянными партнёрами Циттербарта были также скрипач Маттиас Мецгер и мандолинистка Дениза Вамбсганс. С другой стороны, Циттербарт известен как мастер исторического исполнительства, играющий на хаммерклавире, тангентенфлюгеле и других старинных клавишных инструментах (преимущественно соло, но иногда и в составе трио); в 2008 году Циттербарт дал первый в истории концерт на хаммерклавире в Пекине.
Как солист Циттербарт записал ряд сонат и концертов Иоганна Христиана Баха, Вольфганга Амадея Моцарта, Людвига ван Бетховена, Муцио Клементи, Франца Шуберта, Иоганна Непомука Гуммеля, Роберта Шумана, Фридерика Шопена, Иоганнеса Брамса. Кроме того, Циттербарту принадлежит ряд записей, предназначенных специально для детской аудитории.
С 1981 года Циттербарт преподаёт в Ганноверской Высшей школе музыки, с 1983 г. профессор, с 2007 г. вице-президент.